# Spitalmühle (Nördlingen)

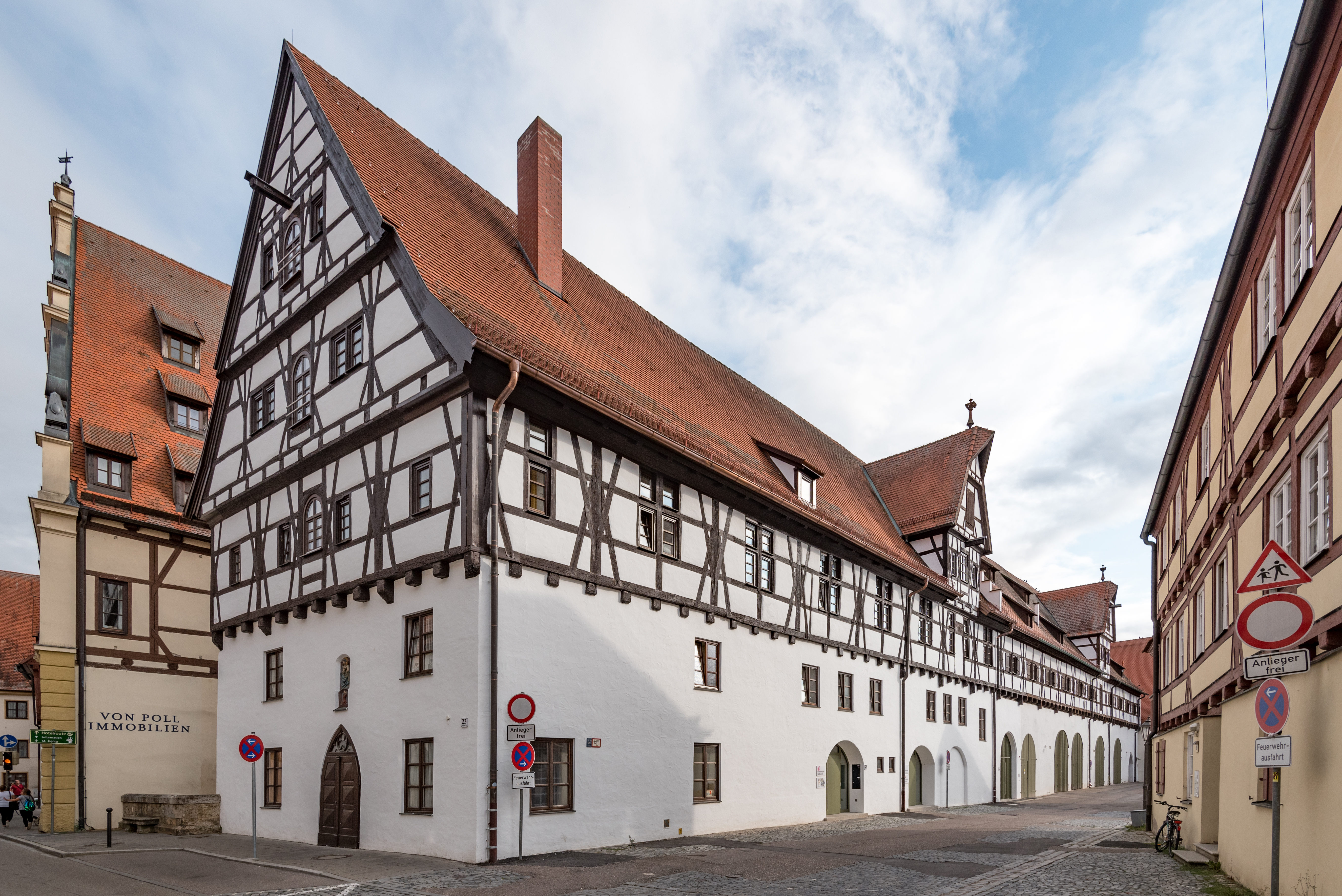
Ehemalige Spitalmühle in Nördlingen, links dahinter die ehemalige Spitalpfisterei (zwischen den beiden Gebäuden fließt der Eger-Bach)

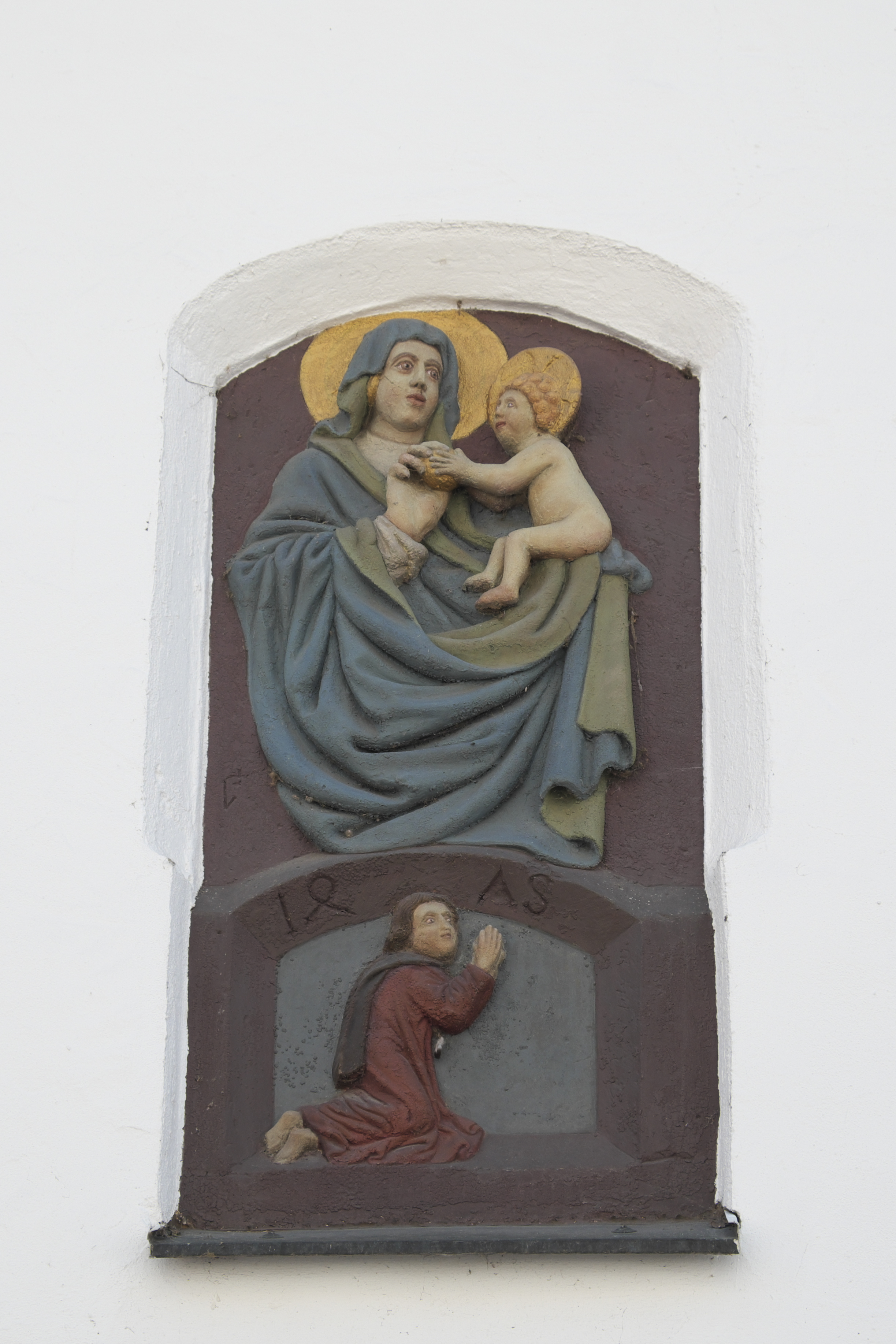
Madonnenrelief

Die Spitalmühle in Nördlingen, einer Stadt im schwäbischen Landkreis Donau-Ries in Bayern, wurde um 1477 errichtet. Die ehemalige Mühle des Heilig-Geist-Spitals an der Baldinger Straße 23 ist ein geschütztes Baudenkmal.
Der langgestreckte dreigeschossige Satteldachbau mit vorkragendem Obergeschoss hat einen Giebel und Krangauben in Fachwerkbauweise mit kräftigen überplatteten Verstrebungen. Ungewöhnlich aufwändig ist die Dachwerkkonstruktion mit liegenden Stühlen und Hängewerken. 
Das Steinrelief, an der nordöstlichen Giebelseite über der Spitzbogentür, mit der Darstellung der Muttergottes mit Kind, ist mit der Jahreszahl 1475 bezeichnet. 
Der rechtwinklig angebaute Stadel im Spitalhof ist ein zweiflügeliger und zweigeschossiger Satteldachbau, dessen Obergeschoss und Zwerchgiebel in Fachwerkbauweise ausgeführt sind. Die Einfahrtsportale sind rundbogig, der Südgiebel ist mit der Jahreszahl 1548 bezeichnet.
Im frühen 20. Jahrhundert befand sich im Anwesen das städtische Schlachthaus. Das Gebäude, das 2016/17 renoviert wurde, wird von der Knabenkapelle und einem Tanzstudio genutzt.